# Sega Genesis Collection
Sega Genesis Collection  (также известен как Sega Mega Drive Collection в PAL-регионах) ― это сборник видеоигр, разработанных Digital Eclipse и опубликованных Sega для PlayStation 2 и PlayStation Portable. Коллекция включает двадцать восемь игр Sega Genesis из различных жанров, а также разблокируемые классические игры Sega для аркадных автоматов с различными наборами аркадных игр для версий PlayStation 2 и PlayStation Portable. В 2009 году было выпущено продолжение под названием Sonic's Ultimate Genesis Collection для PlayStation 3 и Xbox 360.

## Список игр

### Sega Mega Drive
- Alex Kidd in the Enchanted Castle
- Altered Beast
- Bonanza Bros.
- Columns
- Comix Zone
- Decap Attack
- Ecco the Dolphin
- Ecco: The Tides of Time
- Ecco Jr.[a]
- Flicky
- Gain Ground
- Golden Axe
- Golden Axe II
- Golden Axe III
- Kid Chameleon
- Phantasy Star II
- Phantasy Star III: Generations of Doom
- Phantasy Star IV: The End of the Millennium
- Ristar
- Shadow Dancer: The Secret of Shinobi[a][b]
- Shinobi III: Return of the Ninja Master
- Sonic the Hedgehog
- Sonic the Hedgehog 2
- Super Thunder Blade
- Sword of Vermilion[a]
- Vectorman
- Vectorman 2
- Virtua Fighter 2[a]

### Разблокируемые дополнительные игры
В этой коллекции также представлено более тридцати пяти минут открываемых интервью из Sega of Japan, «музея» с фактами об играх, советами по стратегии и иллюстрациями к каждой игре, а также «Шпаргалка Sega», которая состоит из чит-кодов для большинства игр и набора открываемых аркадные игры, (некоторые из которых относятся к ранней эпохе Sega / Gremlin). Коллекция также содержит открываемые трейлеры для Phantasy Star Universe и Virtua Fighter 5.

#### PlayStation 2
- Altered Beast (arcade)
- Future Spy (arcade)[a]
- Tac/Scan (arcade)[a]
- Zaxxon (arcade)
- Zektor (arcade)[a]

#### PlayStation Portable
- Astro Blaster (arcade)[a]
- Congo Bongo (arcade) (под оригинальным названием «Tip Top» в некоторых регионах)
- Eliminator (arcade)[a]
- Space Fury (arcade)[a]
- Super Zaxxon (arcade)[a]

## Критика
| Сводный рейтинг    | Сводный рейтинг | Сводный рейтинг |
| Издание            | Оценка          | Оценка          |
| Издание            | PS2             | PSP             |
| ------------------ | --------------- | --------------- |
| GameRankings       | 81,09 %         | 82,06 %         |
| Metacritic         | 82/100          | 82/100          |
| Иноязычные издания |                 |                 |
| Издание            | Оценка          | Оценка          |
| Издание            | PS2             | PSP             |
| GameSpot           | 8,2/10          | N/A             |
| IGN                | 8,6/10          | N/A             |

Sega Genesis Collection получил в целом «благоприятные» отзывы, согласно агрегатору отзывов Metacritic.

## Комментарии
1. 1 2 3 4 5 6 7 8 9 10 11  Недоступен Sonic's Ultimate Genesis Collection.
2. ↑  Недоступен в PAL-регионах.